# Ökonomie der Aufmerksamkeit
Die Ökonomie der Aufmerksamkeit, auch als Aufmerksamkeitsökonomie bezeichnet, ist ein Konzept der Informationsökonomie, das die Aufmerksamkeit von Menschen als knappes Gut betrachtet, und ökonomische Theorien zur Erklärung von menschlichen Verhaltensweisen und Thesen der Informationsökonomie verwendet. Mit der zunehmenden Vernetzung und den Neuen Medien sinken die Kosten für Information und Unterhaltung immer weiter. Begrenzend ist nicht mehr der Zugang, sondern die Aufmerksamkeit. Sie ist knappe Ressource, begehrtes Einkommen, ökonomisches Kapital und soziale Währung zugleich.

## Begriffsgeschichte

### Modell von Georg Franck
Der Stadtplaner Georg Franck veröffentlichte 1998 ein Buch mit dem Titel Ökonomie der Aufmerksamkeit, in dem er den Zusammenhalt der Gesellschaft über den Austausch und die Bewirtschaftung von Aufmerksamkeit erklärt. Dabei geht er von der Konstellation eines „mentalen Kapitalismus“ aus, der sich weitgehend von einer Fixierung auf materielle Produktion und Konsum gelöst hat. Die Ökonomie der Aufmerksamkeit existiere neben der Ökonomie des Geldes und konkurriere mit ihr. Aufmerksamkeit ist eine knappe Ressource und eine begehrte Form des Einkommens. Die verschiedenen Kapitalarten der Aufmerksamkeit sind: Prestige, Reputation, Prominenz und Ruhm.

„Die Aufmerksamkeit anderer Menschen ist die unwiderstehlichste aller Drogen. Ihr Bezug sticht jedes andere Einkommen aus. Darum steht der Ruhm über der Macht, darum verblaßt der Reichtum neben der Prominenz.“

Im Kern von Francks philosophischer Grundlegung steht die Orientierung an Heideggers Begriff des Daseins, erweitert um eine ethische Perspektive mit dem Philosophen Emmanuel Levinas. Seine Theorie dreht sich um den Antrieb des Individuums, eine Rolle im fremden Bewusstsein zu spielen. Die Fragen nach dem Realitätsgehalt von Welt und fremden Bewusstsein werden durch die funktionierende Unterstellung ihrer Existenz übergangen. Ähnlich wie im Kampf um Anerkennung von Axel Honneth wird eine menschliche Konstante vermutet, die sich hinter der scheinbar so dominierenden ökonomischen Verwertungslogik verbirgt. Daher fußt die Ökonomie der Aufmerksamkeit auch auf einer eigenen Ökonomie der Selbstwertschätzung, die eine zentrale Position in Francks Buch einnimmt. Die Ökonomie der Selbstwertschätzung beruht auf dem Wunsch nach Beachtung und auf der natürlichen Sorge um den Selbstwert. Die Maximierung des Selbstwerts wird dabei auf produktive Weise mit der ökonomischen Nutzenmaximierung verglichen und in einen philosophischen Kontext gestellt. 
Für die Einbettung des Individuums in die Gesellschaft orientiert sich Franck an zahlreichen Ideen und Gedanken aus der Soziologie und Philosophie, so etwa an Meads Konzeption des generalisierten Anderen. Georg Franck diagnostiziert einen gesellschaftlichen Wandel und eine historische Transformation des Prestigebegriffs und schließt damit an philosophische Zeitdiagnosen von Axel Honneth und Peter Sloterdijk an. An manchen Stellen erinnern die Thesen so sehr an die kritische Theorie, dass man sogar von einer Neuauflage des Begriffs der Kulturindustrie sprechen kann. Die für heute noch relevante Zeitdiagnose besteht darin, dass die Ökonomie der Aufmerksamkeit zu einem Prinzip moderner Selbstwertschätzung avanciert ist. Ob durch Castings, Social Media oder klassische (Selbst-)Vermarktung, über die Einnahme von Aufmerksamkeit steigert und maximiert der moderne Mensch seine individuelle Selbstwertschätzung.

„Es gibt die Ökonomie des Tauschens und es gibt die Ökonomie des Schenkens. Wenn von Ökonomie die Rede ist, ist aber fast nur vom Tauschen und kaum je vom Schenken die Rede. Das hat etwas mit der Ökonomie selbst, vor allem aber mit jenen zu tun, die darüber reden.“

Die ökonomische Verwertungslogik wird so auf eine rhetorische Modernisierung zurückgeführt, der die Ökonomie der Aufmerksamkeit nach Franck folgt. Aufmerksamkeit erlange allerdings erst dann den Charakter eines handelbaren, objektiven Gutes, wenn sie als abstrakte Quantität in großen Mengen betrachtet wird. Damit verliert sie aber auch ihren Vorteil gegenüber dem Geld, da es ursprünglich eben nicht egal ist, von wem diese Aufmerksamkeit bezogen wird. Daher habe der mentale Kapitalismus keinen automatischen Moralvorsprung vor dem materiellen.

## Anwendung

### Medien und Werbung
In den Massenmedien und der Pop-Kultur wird Beachtung tatsächlich als Kapitalfaktor akkumuliert. Im Bereich der Werbung in Kriterien der Reichweite auch konkret zu Geld gemacht. In sozialen Netzwerken spricht man in diesem Zusammenhang von Influencer-Marketing. 
Auch technische Verfügbarkeit, Empfehlungssysteme und Interface-Design sozialer Medien können maßgeblich zur Aufmerksamkeitsbindung beitragen. Walter J. Doherty (IBM) stellte Anfang der 1980er-Jahre fest, dass die Reaktionszeit eines technischen Systems (Rechner, Software) nicht über 400 Millisekunden liegen dürfe, ohne empfindliche Einbußen in der menschlichen Aufmerksamkeitsspanne in Kauf zu nehmen (Doherty-Schwelle).

### Wissenschaft
Die Wissenschaft bedient sich auf der Suche nach Wahrheit und objektiv überprüfbaren Realitäten eines Mechanismus, in dem die Wissensproduktion dezentral organisiert ist, über „Märkte“ verknüpft, jedoch ohne auf die Motivation von Geldeinkommen angewiesen zu sein. Reputation ist das konsolidierte Einkommen an kollegialer Aufmerksamkeit. Die Aufmerksamkeit ist hier noch nicht beliebig, was ihre Herkunft angeht. Die Reputation des Aufmerksamkeitspendenden fließt direkt in ihren Wert mit ein. Gleichzeitig sind die Aufmerksamkeitstauschenden aufeinander angewiesen: Als Konkurrenz und wechselseitige Zulieferer. Die wichtigste Ausdrucksform bildet hierin das Zitat. Die eigene, knappe Aufmerksamkeit dient mit dem Verweis und der Erwähnung anderer Wissenschaftler quasi als Bezahlung auf ihr Konto der Beachtlichkeit, im Austausch für die Nutzung ihrer Erkenntnisse. Gleichzeitig bildet die wechselseitige Berufung und Kritik untereinander den eigentlichen Produktionsprozess des „Wissens“ ab. Zwar besteht untereinander ein Konkurrenzkampf um Aufmerksamkeit und seine Akkumulationsform des „Prestiges“. Über die Märkte der Anerkennung und eine objektivistische Rationalität ist dieser jedoch am gemeinsamen Ziel der Produktion von Wissen ausgerichtet. Die größte Strafe für ein wissenschaftliches Werk und seinen Verfasser ist daher nicht die vernichtende Kritik, sondern die völlige Missachtung.

„Der Wissenschaftsbetrieb ist auch eine im industriellen Maßstab organisierte Ökonomie der Wissen produzierenden Aufmerksamkeit.“

### Politik
Mit Axel Honneth und Georg Franck lässt sich festhalten, dass sich menschliches Handeln vor dem Hintergrund eines Wettbewerbs um Aufmerksamkeit abspielt. Auf der Ebene von Gesellschaft(en) lässt sich in solchen „Kämpfen“ Fortschritt im Sinne eines Durchbrechens bestehender Strukturen und der Etablierung neuer erkennen, die sich an vielfältigen Visionen des Guten Lebens über das bestehende Wertesystem hinaus orientieren. Im Prozess stetig neu formulierter Geltungsansprüche und der Abgrenzung von Bestehendem entstehen, in historischer Perspektive, laufend neue Gesellschaftsformen und alte werden verworfen. Auf Ebene der Organisationen und Kollektive betätigen sich Agenten gesellschaftlichen Wandels (Change Agent) in Schöpferischer Zerstörung im Sinne von Schumpeter: Strukturen werden in Frage gestellt und neue Entwürfe von Bedürfnissen und deren Befriedigung werden auf Märkten bzw. in den Öffentlichkeiten durchgesetzt.
Überträgt man das Konzept einer „Ökonomie der Aufmerksamkeit“ auf die Organisation von Politik, so erscheint diese für den Bürger in neuem Licht. Als „postmoderne Versöhnung von bourgeois und  citoyen“ ermächtigt sich die Zivilgesellschaft, um Gestaltungsmacht zurückzugewinnen. Jede Form gesellschaftlichen Engagements kann in der Ökonomie der Aufmerksamkeit auf den Markt gebracht werden und steht damit zur Abstimmung. Sowohl die Organisation von Aufmerksamkeit für gesellschaftliche Probleme als auch Anerkennung für praktische Problemlösungen vernetzen die Politik mit der Lebenswelt der Bürger. Da gesammelte Aufmerksamkeit zugleich Kapital ist, entsteht ein lebhafter Markt in der Ökonomie der Aufmerksamkeit, auf dem z. B. mit Social Business Ansätze für die Lösung sozialer Probleme um die Gunst des Publikums wetteifern. Der Gegensatz von privatem und öffentlichem Leben wird als Konkurrenz um Aufmerksamkeit zwischen Privat- und Gemeinwohl politisch fruchtbar gemacht.
Die Knappheit und die Begehrtheit von Aufmerksamkeit und Anerkennung ermöglichen diesen, als Währung zu dienen und eben die geschilderte Ökonomie der Aufmerksamkeit zu bilden. In der Wissenschaft ist diese derzeit wohl noch am vollständigsten umgesetzt, aber auch die zunehmende Orientierung der Verbraucher an den sozialen Nebenwirkungen ihres Konsums weisen in diese Richtung. Auch negative Aufmerksamkeit, z. B. beim Aufdecken von Skandalen, ist zumindest ein Kostenfaktor für Unternehmen. Gleichzeitig bleibt aber das Problem bestehen, dass Aufmerksamkeit zwar knapp und begehrt, aber kein homogenes Gut ist, wie z. B. Geld. Es macht also einen Unterschied, woher sie kommt und zu welchem Anlass sie entstand, was man dem Geld wiederum nicht ansieht. Dies macht das Konzept zwar schwieriger, aber nicht unmöglich, wie zahllose Ansätze im Internet belegen. Hier ist die Ökonomie der Aufmerksamkeit auf dem Vormarsch und wird gemessen in „likes“ oder „Freunden“ oder in der Anzahl von Forenbeiträgen und Kommentaren. Die sozialen Netzwerke und die etablierte Castingkultur im deutschen Fernsehen sind der beste Beleg dafür, dass die Einnahme von massenweiser Aufmerksamkeit zu einem Prinzip moderner Selbstwertschätzung geworden ist.

## Kritik
Roger McNamee, einer der frühesten Investoren von Facebook, warnt, die auf Werbebotschaften beruhende Aufmerksamkeitsökonomie gefährde die öffentliche Gesundheit und die Demokratie. Er verwies auf das Detailwissen über die Nutzer, das durch ihre Verwendung sozialer Netzwerke wie Facebook und Alphabet mittels mobiler Endgeräte (Smartphones) entstehe. In der Aufmerksamkeitsökonomie wetteiferten Anbieter darum, dem Nutzer genau das anzubieten, „was er wolle“, und die Aufmerksamkeit der Nutzer werde am stärksten durch Inhalte gefesselt, die an die Emotionen appellierten und nicht an den Verstand. Durch dieses Prinzip, gepaart mit dem Detailwissen über die Nutzer, würden Filterblasen um jeden Nutzer geschaffen. Diese würden mehr als je zuvor vorgefasste Meinungen verstärken und Nutzern die Illusion geben, alle würden genauso denken wie sie. Im Ergebnis würden Überzeugungen dadurch rigider und extremer, und die Offenheit für neue Ideen und sogar für Fakten sinke. McNamee führte an, dass die Technologie der Aufmerksamkeitsökonomie Schulkinder abhängig mache, Rassendiskriminierung erleichtere und zur Wahlmanipulation genutzt werde. Die Gesellschaft habe Regularien, um dem entgegenzutreten, nutze sie aber nicht ausreichend.